# Вэй Шоу
Вэй Шоу (кит. трад. 魏收); Синтай, 506—572) — китайский историк, сановник в правление династии Северная Ци. В 551—554 годы по приказу императора династии Вэнь Сюань-ди составил историческую хронику династий Северная Вэй (386—535) и Восточная Вэй (534—550) в Китае, называемую Книга Вэй, которая входит в число 24 книг Династийных историй императорского Китая. Биографические сведения о Вэй Шоу содержатся в династийных историях: Книга Вэй, 104, Книге Северной Ци, 37, и История Северных династий, 56. Кроме того, Вэй Шоу написал автобиографию, которая не сохранилась.
Сразу после составления история подверглась критике за избирательный подход в описании предков союзников и врагов автора, который либо игнорировал последних, либо описывал только неблаговидные их поступки (книгу часто характеризовали как Книгу Мерзостей (кит. трад. 穢書, упр. 穢书, похожее звучание). По мнению многих сановников, обработка ранних записей была произведена небрежно и поверхностно, с большим числом ошибок и неточностей. Из-за множественных доносов чиновников, посчитавших себя оскорблёнными, Вэй Шоу был вынужден дважды переделывать историю.